# کرمنیتسا (صربستان)
کرمنیتسا (به لاتین: Kremenica) یک منطقهٔ مسکونی در اسلوونی است که در شهرداری ایگ واقع شده‌است. کرمنیتسا ۲ کیلومتر مربع مساحت و ۶۰ نفر جمعیت دارد و ۳۱۷٫۴ متر بالاتر از سطح دریا واقع شده‌است.